# Pitcairnia brunnescens
Pitcairnia brunnescens är en gräsväxtart som beskrevs av Lyman Bradford Smith. Pitcairnia brunnescens ingår i släktet Pitcairnia och familjen Bromeliaceae. Inga underarter finns listade i Catalogue of Life.